# Shantelle Malawski
Shantelle Malawski (Toronto, 26 de janeiro de 1986) é uma ex-lutadora de wrestling canadense. Trabalhou na Total Nonstop Action Wrestling com o nome de Taylor Wilde onde foi a primeira campeã do TNA Knockout Tag Team Championship, junto com Sarita. Taylor é também a primeira a ganhar o TNA Knockout Women's Championship e o TNA Knockout Tag Team Championship.

## Carreira no wrestling profissional

### Início da carreira
Taylor Wilde fez seu Debut em Junho de 2003, com o ring name de Shantelle Taylor. Em 2004, ela participou do documentário de duas partes sobre wrestling, Slam Bam, que foi ao ar no Discovery Channel. Em 2005 ela ganhou seu primeiro Women's Championship competindo na companhia New Vision Pro Wrestling. Ela passou o verão daquele ano em Monterrey,  Mexico trabalhando o estilo lucha libre. Em Dezembro, ela participou de um tour de três shows da South Africa Wrestling, aonde também estavam ex-estrelas da WWE como Kevin Nash, Andrew Martin e Scott Steiner. Também em Dezembro, ela foi convidada para fazer um teste em Nova Iorque para a WWE. Taylor também trabalhou para diversas promoções de wrestling independentes, incluindo Shimmer Women Athletes, Ring Divas' Battle Angels, Twin Wrestling Entertainment, e Blood Sweat and Ears. Em Abril 16, 2006, Wilde derrotou Traci Brooks para se tornar a inaugural Battle Angels Women's Champion. Shantelle também passou um tempo trabalhando em Pure Women's Action shows pela Pure Wrestling Association em Southern Ontario.

### World Wrestling Entertainment / WWE
Em Maio de 2006, Taylor assinou um contrato com a WWE e foi designada para um territorio de desenvolvimento, o Deep South Wrestling. Ela fez seu Debut em 27 de Junho de 2006, com o ring name de apenas Shantelle, onde ele perdeu para Krissy Vaine. No dia 9 de Setembro de 2006, Shantelle derrotou Vaine no Deep South Wrestling Grand Park Slam evento em Six Flags Over Georgia. Durante sua estadia na Deep South, ela feudou com outras divas, como por exemplo Tracy Taylor e Angel Williams. Em Janeiro de 2007, Wilde apareceu em um house show do SmackDown!/ECW, como San-Eye, um lutador japonês mascarado, onde ela lutou com Jamie Noble. Em Junho de 2007, Malawski lutou em uma dark matches antes de sua estreia televisiva no SmackDown! ainda com sua máscara. No dia 13 de Agosto de 2007, Taylor foi liberada de seu contrato de desenvolvimento. Depois desse ocorrido, ela não retornou ao circuito independente e parou com o Wrestling Profissional até que a TNA a contatou, enquanto ela estava concentrada em obter um diploma de faculdade.

### Total Nonstop Action Wrestling (2008–2010)

#### Debut; Knockouts Champion

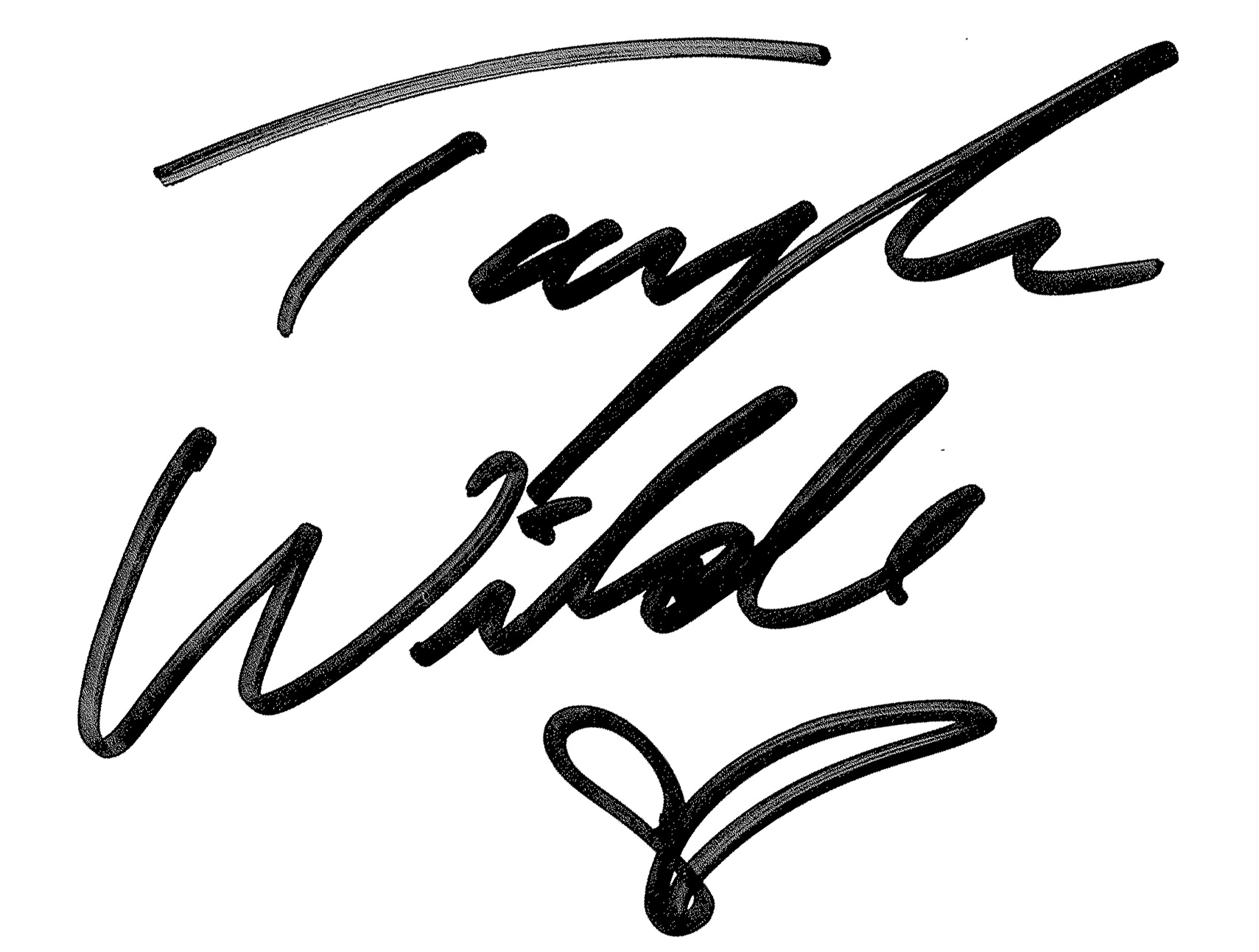
Autógrafo de Taylor Wilde

O teste de Shantelle na Total Nonstop Action Wrestling (TNA) foi contra Raisha Saeed. Em Maio de 2008, Taylor assinou um contrato com a TNA, fazendo dela um membro oficial do TNA roster. Ela apareceu então como "plant" no dia 29 de Maio, em uma gravação de Impact!. Ela respondeu ao desafio de $25,000, feito por Awesome Kong para qualquer mulher com 18 anos ou mais da plateia, mas não foi a selecionada para lutar com ela. Ela reapareceu na audiência no dia 5 de Junho, em outro Impact! para desafiar Kong, mas novamente, ela não foi escolhida para lutar com ela. No dia 19 de Junho, ela finalmente desafiou Kong no seu desafio de $25,000. Ela foi anunciada com o nome de Taylor, e, mesmo perdendo, ela foi a que chegou mais perto de derrotar Kong. No dia 3 de Julho, numa gravação do Impact!, Taylor derrotou Raisha Saeed e conquistou a chance de desafiar Kong na semana seguinte pelos $25,000, e desta vez o TNA Knockouts Championship também estava na disputa. Na semana seguinte, agora já usando o nome "Taylor Wilde", ela derrotou Kong no desafio de $25,000 e conquistou o título de campeã feminina. Wilde reteve seu título numa revanche no Victory Road contra Kong. Em 29 de dezembro de 2010 saiu da TNA.

### Aposentadoria
Em 5 de fevereiro de 2011 fez sua luta de despedida contra Alissa Flash em um evento produzido em conjunto entre ChickFight e Pro Wrestling Revolution.

## Títulos
- New Vision Pro Wrestling
  - NVPW Women's Championship (1 vez)
- RingDivas Women's Wrestling
  - RingDivas FightGirl World Championship (1 vez)
- Total Nonstop Action Wrestling
  - TNA Knockout Women's Championship (1 vez)
  - TNA Knockout Tag Team Championship (2 vezes) com Sarita (1) / Hamada (1)